# Villa myximyia
Villa myximyia är en tvåvingeart som beskrevs av Neal L. Evenhuis 1978. Villa myximyia ingår i släktet Villa och familjen svävflugor. Inga underarter finns listade i Catalogue of Life.